# Neoclytus distinctus
Neoclytus distinctus là một loài bọ cánh cứng trong họ Cerambycidae.